# エキサイト
エキサイト株式会社（英: Excite Japan Co.,Ltd.）は、日本で検索エンジンやポータルサイト、ADSL・FTTHなどのブロードバンド接続サービスなどを展開する企業。女性向けサービス「Woman.excite」、インターネットサービスプロバイダの「BB.excite」などのサービスで知られる。
ポータルサイトのアレクサランキングでの順位は2020年12月12日現在、世界1774位、日本国内132位である。
本項では、持株会社であるエキサイトホールディングス株式会社（英: Excite Holdings Co., Ltd.）についても記述する。

## 沿革
米Excite Inc.の日本法人として、1997年8月に設立。同年11月に日本から伊藤忠商事や伊藤忠テクノサイエンスなどが出資し、同年12月より日本語版の検索エンジンサービスの提供とインターネット広告の販売を開始。
1999年5月、At Home Corporationが1999年5月28日付でExcite Inc.を子会社化。
1999年11月、女性向けサイト「Woman.excite」を開始。12月、携帯電話向けサービスとして「エキサイト出会い」を開始（一年後に「エキサイトフレンズ」に改名）。
2000年7月、親会社が、合併により2000年7月1日にExcite Inc.からAt Home Corporationに変更。
2000年9月、「エキサイト翻訳」を開始。
2000年12月、大阪営業所を開設。
2001年6月、音楽情報サイト「エキサイトミュージック」を開始。
9月には親会社の@Home Networks（1999年にExcite Inc.を買収して子会社化する）が経営破綻し、2002年に伊藤忠商事らが@Home Networksが出資する全株式を買い取り、伊藤忠商事の子会社（90%）になる。日本を含むアジア全域における「Excite」ブランドと技術に関する権利も伊藤忠商事が取得し、エキサイトは伊藤忠商事からサブライセンスを受けて米国Exciteと独立した活動を行うことになる。
2002年1月にGoogleと提携して独自の検索エンジン開発から撤退し、ポータルサイト運営に注力する。8月にYahoo! BBの成功に触発されてブロードバンド接続サービス「BB.excite」開始。
2003年9月、女性のための高品質Webマガジン「Garbo（ガルボ）」を開始。
2003年10月、「エキサイト幸せ・恋愛結婚（現・エキサイト婚活）」開始。
2004年2月、「エキサイトブログ」開始。11月、株式をJASDAQに店頭公開。
2006年5月、販売元として家庭用ゲーム機PS2に参入し、新・豪血寺一族 -煩悩解放-を発売。エキサイトのオンラインサービスによりオンライン対戦に対応。
2006年10月、レシピサイト「E-resipe」、動画共有サービス「エキサイトドガログ」開始。11月、神戸メンタルサービスと日本心理専門士協会と提携して心理カウンセラーの電話およびメールによるカウンセリングサービス「エキサイトカウンセラー（元エキサイトお悩み相談）」を開始。12月、Microsoft Windows Liveメッセンジャーにアイコンサービス「エキサイトマイコン」提供開始、世界のWiFiコミュニティプロジェクト「FON」を展開するフォン・ジャパンと業務提携。
2007年1月、音楽レーベル新会社「エキサイト・ミュージックエンタテインメント株式会社」（現・Fanplus、Tixplus（共にエムアップホールディングス連結子会社））設立。2月、携帯電話向けサービス「エキモバ」開始。4月、携帯電話向けAKB48公式サイト「AKB48 Mobile」開始、欧州で携帯電話向けSNS「mobikade（モビケイド）」開始。5月、マイクロブログサービス「エキサイトつぶろぐ」開始。6月、さいたまスーパーアリーナで「Excite Music Festival ’07」を開催しいきものがかり、大塚愛、CHEMISTRY、SEAMO、一青窈、HOME MADE 家族、Mihimaru GTが出演。7月、外国為替保証金取引事業(FX)進出のため子会社「エキサイトFX株式会社」設立。9月、「エキサイト電話占い」開始。11月、MMORPG「スペルボーン」の日本におけるパブリッシング独占権獲得。同11月、Skype社と業務提携。12月、ポータルサイト「エキサイト」運営10周年を迎える。
2008年1月、中川翔子オフィシャルファンコミュニティサイト「しょこ☆らんど」開始。2月、MMORPG「Age of Armor」開始。5月「エキサイトFX」開始。9月、さいたまスーパーアリーナで「Excite Music Festival ’08」を開催しいきものがかり、大塚愛、コブクロ、秦基博、FUNKY MONKEY BABYS、Aqua Timez、伊藤由奈、Every Little Thing、清水翔太、SEAMO、中島美嘉が出演。同7月試供品配布サイト「サンプルエキサイト」開始。同10月食料品ショッピングサイト「しょくこストアー」開始。
2009年2月、iOSアプリ「Excite Bit コネタ」「エキサイトism」「Garbo」開始。3月、パンとお菓子のレシピポータル「キッチン」開始。11月、無料イベント作成＆参加ツール「SeeSoo」開始。
2010年1月、電子紙芝居サービス「くりっく劇場」開始。8月、地球の歩き方T&Eを持分法適用会社化。10月、ポータルサイト「Excite福井県版」開始。
2012年12月、フィリピンに子会社「EXCITE MEDIA SERVICES PH, INC.」設立。
2013年6月、インドネシアにシナルマスグループとともに関連会社「PT EXCITE INDONESIA」設立。
2014年11月、台湾に子会社「愛客彩」を設立。
2015年7月、シンガポールに子会社「EXCITE APAC (SINGAPORE) PTE LTD.」設立。9月、インドネシアにて「PT CREATIVE VISIONS INDONESIA」を買収し子会社化。
2016年6月、格安SIMブランド「エキサイトモバイル」開始。7月、20代女性向けメディア「ローリエプレス」開始。
2017年9月、「株式会社アリーナ・エフエックス（現・エキサイトワン株式会社）」を買収し子会社化。12月、12月、ポータルサイト「エキサイト」運営20周年を迎える。
2018年9月18日の15時をもって、独自のフリーメールサービスであるエキサイトメールを終了。
2018年10月24日にXTech HP株式会社による株式公開買付けが成立し、エキサイトは同年10月31日付でXTech HPの連結子会社となった。同年11月27日付で東京証券取引所ジャスダック市場上場廃止となり、同年11月30日付で株式等売渡請求によりXTech HPの完全子会社となった。
2020年8月1日付で、澤田ホールディングスが保有するiXIT全株式を取得し、iXITを連結子会社化。
2020年10月1日付で、持株会社制へ移行。XTech HP株式会社はエキサイトホールディングス株式会社へ商号変更され、エキサイトとiXITはエキサイトホールディングスの子会社となった。
2022年10月、「エキサイト翻訳」がサービス終了。
エキサイトホールディングスは、2023年4月19日に東京証券取引所スタンダード市場へ株式を上場した。

## 各種検索エンジン
2012年現在、先にも触れたとおりロボット型エンジンにYahoo Search Technology(YST)を使用しているが、これはWeb検索のみであり、画像検索には百度の検索エンジンを、動画検索にはWoopieの検索エンジンを利用している。

## エキサイトブログ
エキサイトブログは2004年2月2日よりベータ版が開始され、2004年7月21日より正式版が開始されたブログサービスである。
2005年1月17日にはエキサイトビジネスブログのベータ版が開始され、2005年3月1日にはエキサイトビジネスブログの正式版が開始された。
2006年4月1日にはエキサイトブログにタグ機能が追加された。
2008年には女性アイドル 中川翔子の公式ブログ「しょこたん☆ぶろぐ」がヤプログ!内からエキサイトブログ内へと移転していった。
2017年8月30日、エキサイトブログのiOSアプリ版がリニューアルされた。2017年12月1日にはエキサイトブログのiOSアプリ版に「動くブログ」を作るためのGIFアニメ作成機能が追加された。